# ベルギーとフランスの鐘楼群
ベルギーとフランスの鐘楼群（ベルギーとフランスのしょうろうぐん）は、ユネスコの世界遺産のひとつ（ID943）。ベルギー、フランス両国合わせて56の鐘楼が登録されている。
1999年にフランドル地方とワロン地方の鐘楼群（Belfries of Flanders and Wallonia）として32の鐘楼が世界遺産に登録されたのが最初。2005年にワロン地方のガンブルーの鐘楼、フランスのノール＝パ・ド・カレー地域圏、ピカルディー地域圏の23の鐘楼の追加登録により、現在の名称となった。なお、ブリュッセル市庁舎の鐘楼は、それが包含されるブリュッセルのグラン＝プラスが世界遺産に登録されたため、重複を避けるために登録解除された。

## ベルギー
以下ID ナンバーはユネスコの世界遺産リストNo.943 ならびにNo.943bis に登録された際の登録順を反映している。

### アントウェルペン州
| ID 943-002 | アントウェルペン | ノートルダム大聖堂                         |
| ID 943-003 | アントウェルペン | 市庁舎                                     |
| ID 943-009 | ヘーレンタルス   | 旧市庁舎とラーケン（繊維）ホール           |
| ID 943-013 | リール           | 市庁舎と鐘楼                               |
| ID 943-016 | メヘレン         | 聖ロンバウツ大聖堂                         |
| ID 943-015 | メヘレン         | 現市庁舎の最古の部分をなす旧ラーケンホール |

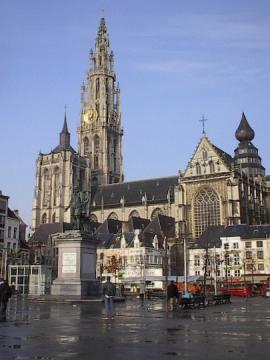
アントウェルペンの聖母大聖堂
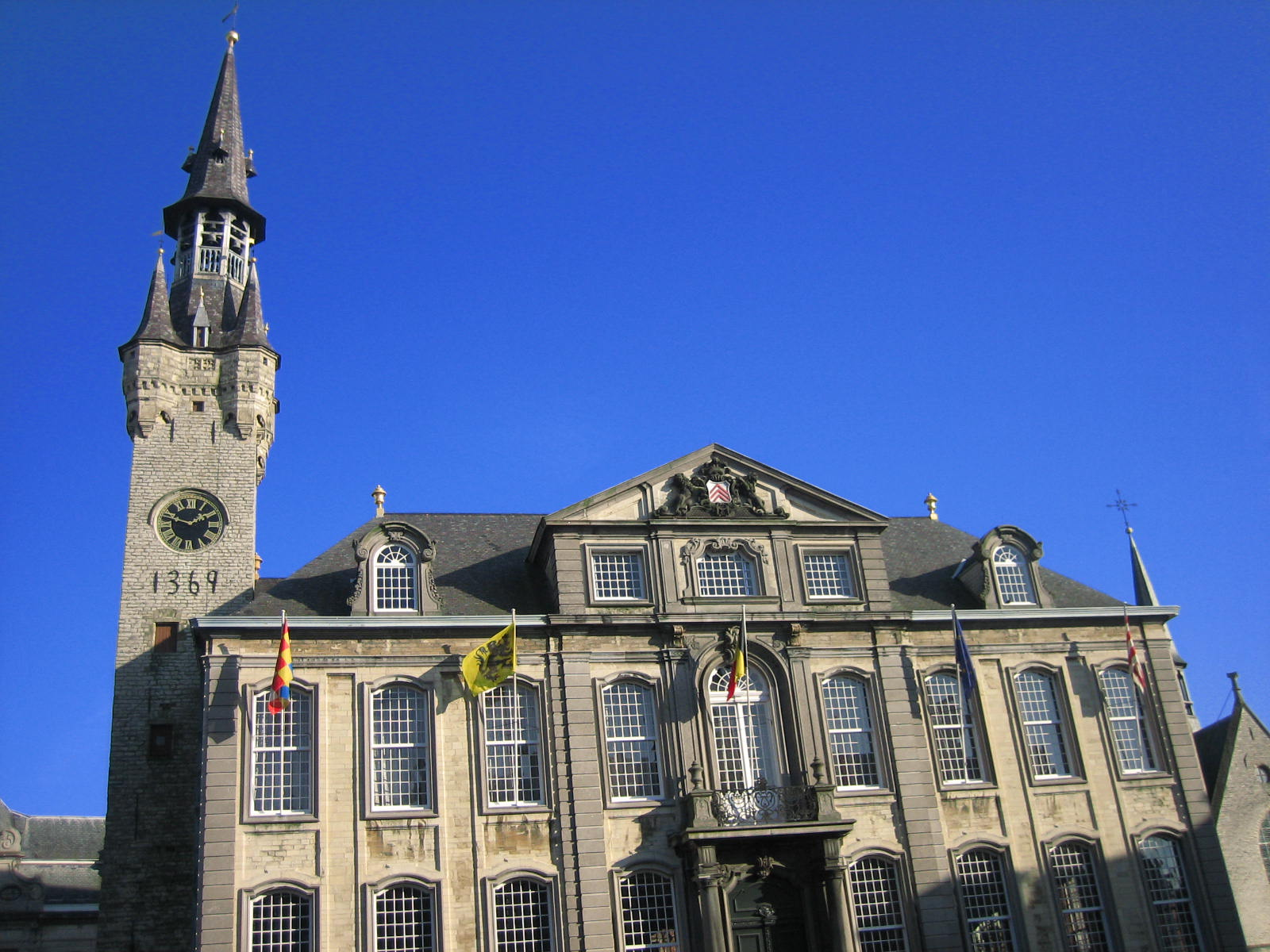
リールの市庁舎と鐘楼
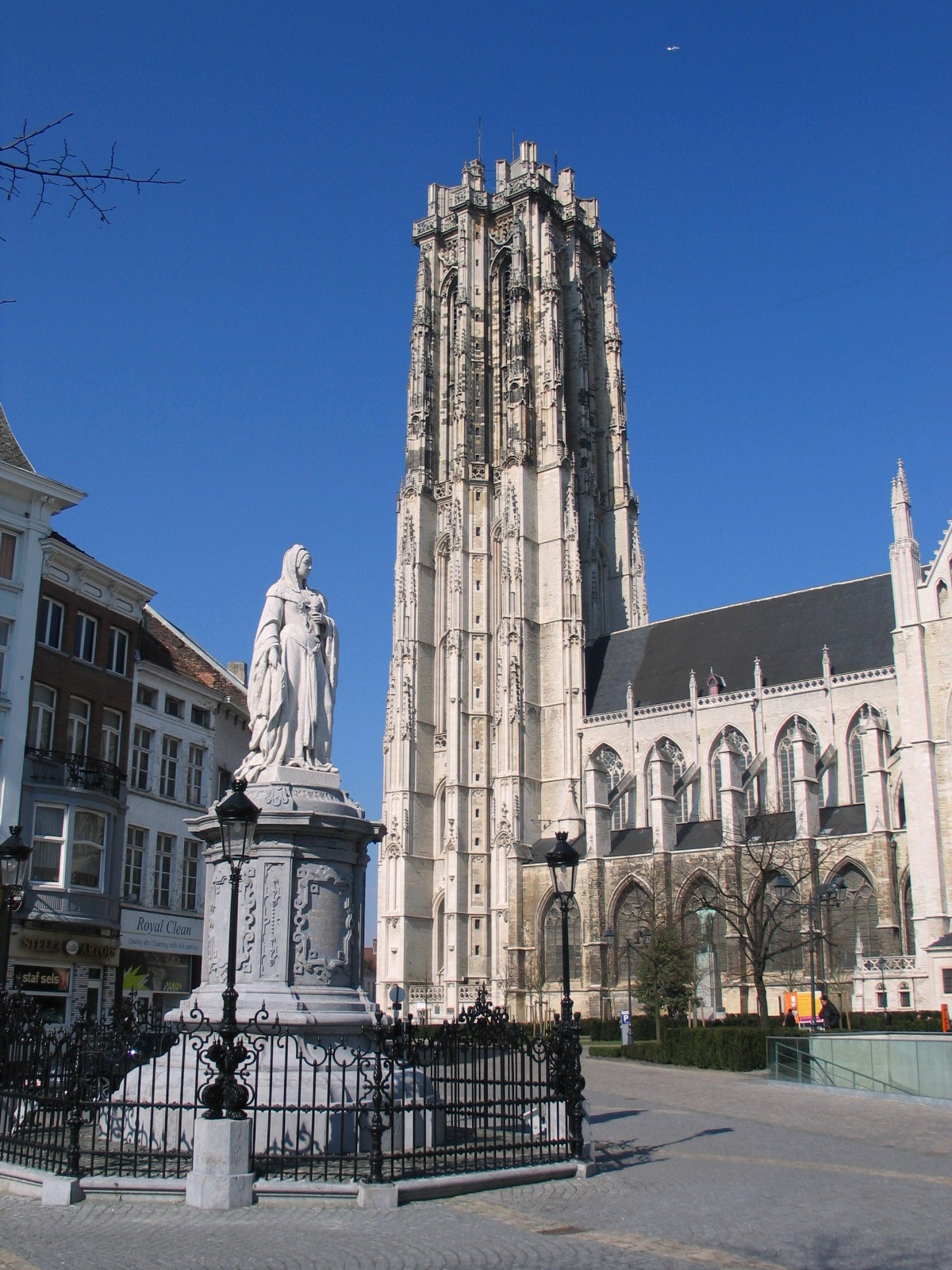
メヘレンの聖ロンバウツ大聖堂
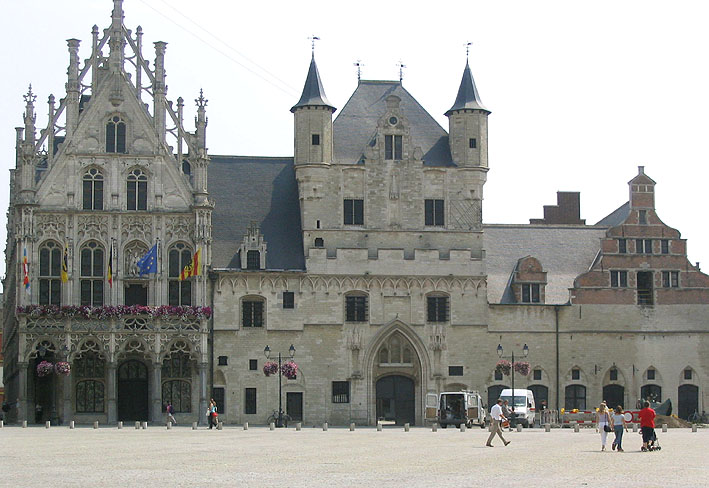
メヘレンの旧ラーケンホール

### ウェスト＝フランデレン州
| ID 943-004 | ブルッヘ                      | 鐘楼 (Halletoren)とマルクトホール （ブルッヘ歴史地区として世界遺産に登録：ID996） |
| ID 943-006 | ディクスムイデ                | 市庁舎と鐘楼                                                                      |
| ID 943-011 | コルトレイク                  | 鐘楼 (Halletoren)                                                                 |
| ID 943-014 | ロー＝レーニンゲ (Lo-Reninge) | 旧市庁舎（現在はホテル）                                                          |
| ID 943-017 | メーネン                      | 市庁舎と鐘楼                                                                      |
| ID 943-018 | ニーウポールト                | 穀物ホール (Stadshalle)                                                           |
| ID 943-020 | ルーセラーレ                  | 市庁舎、マルクトホール、鐘楼                                                      |
| ID 943-022 | ティールト                    | 鐘楼 (Hallentoren)、ラーケンホール、助役の間                                      |
| ID 943-025 | ヴルヌ                        | 旧子爵邸と鐘楼                                                                    |
| ID 943-010 | イーペル                      | ラーケンホール                                                                    |

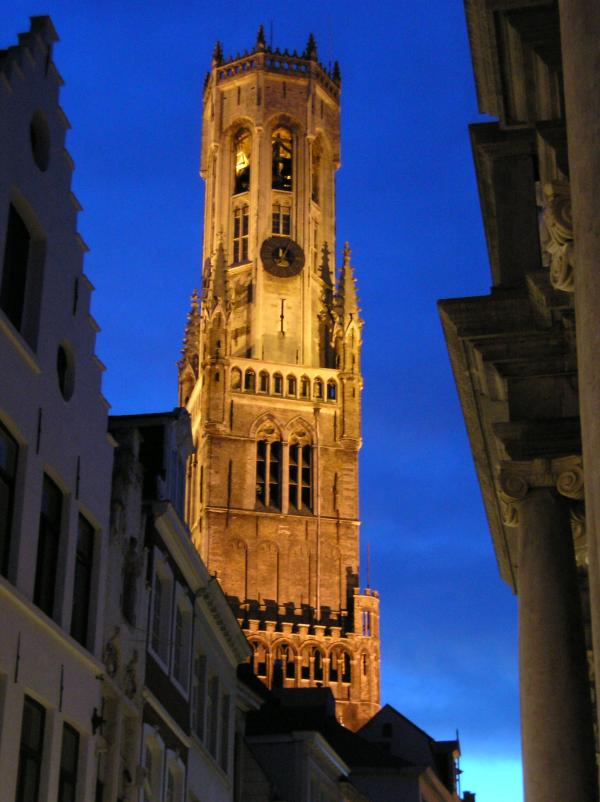
ブルッヘの鐘楼
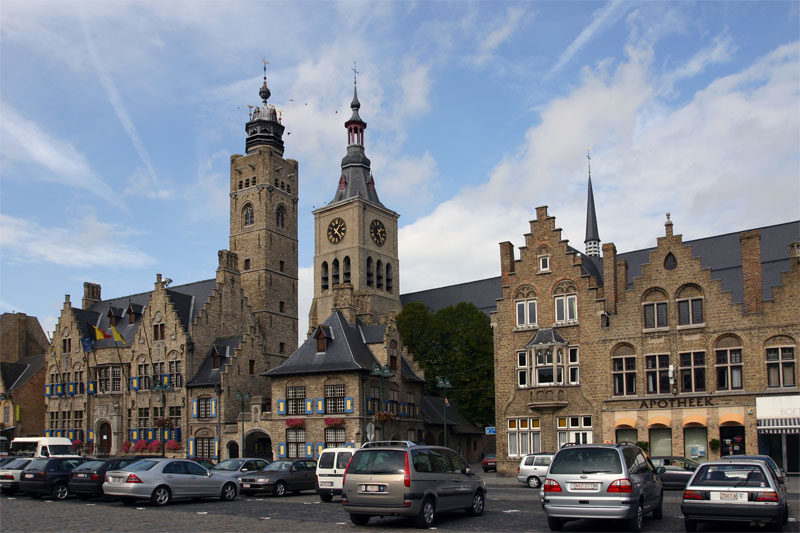
ディクスムイデの市庁舎と聖ニコラ教会
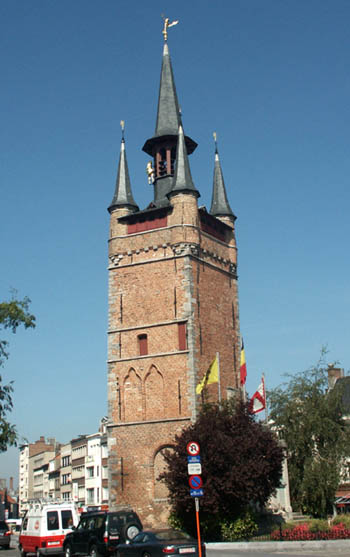
コルトレイクの鐘楼
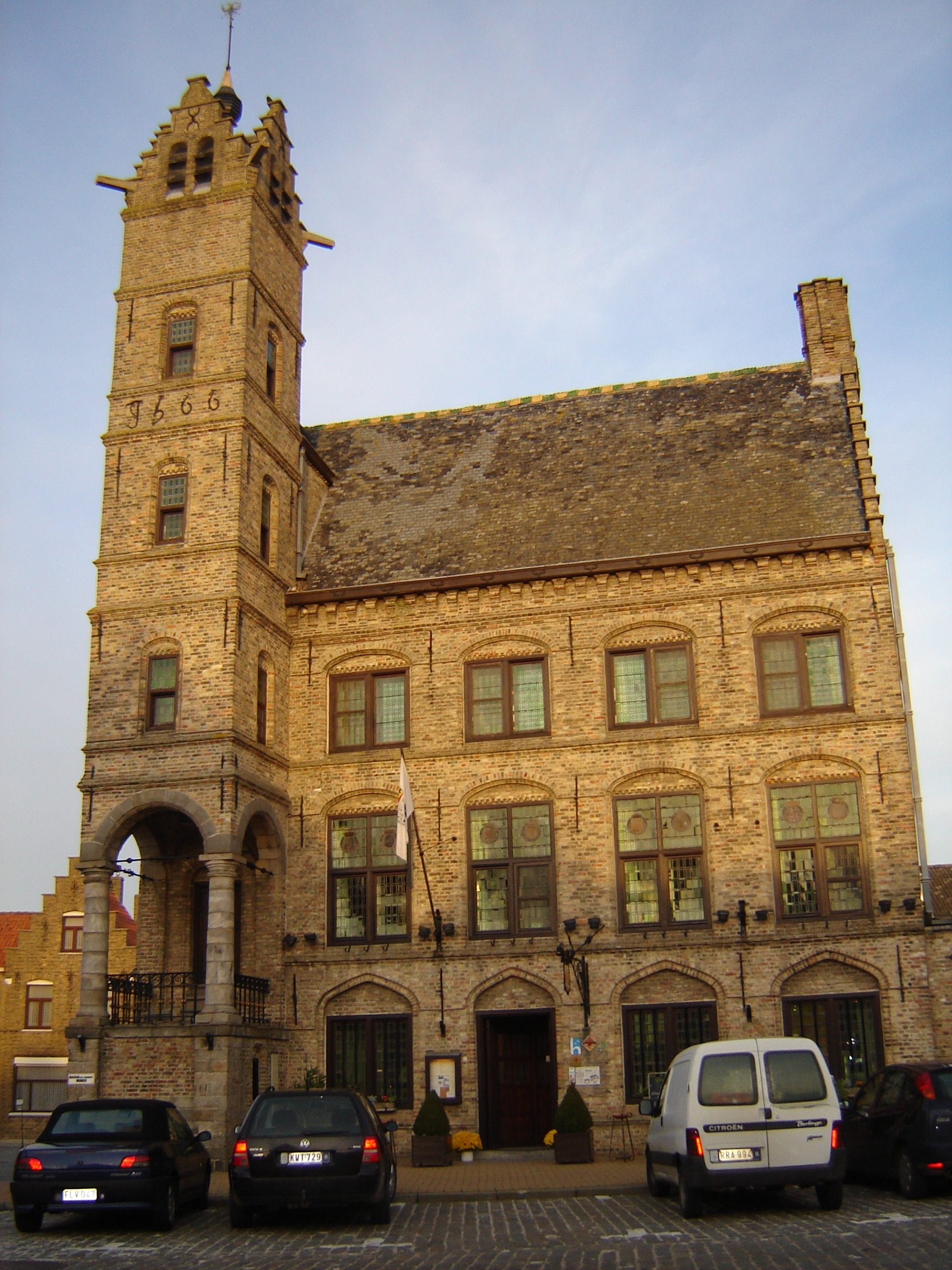
ロー＝レーニンゲの鐘楼
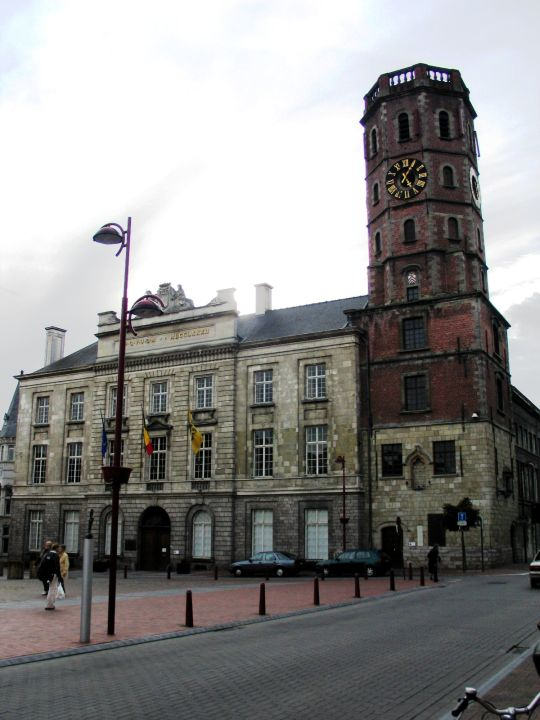
メーネンの市庁舎
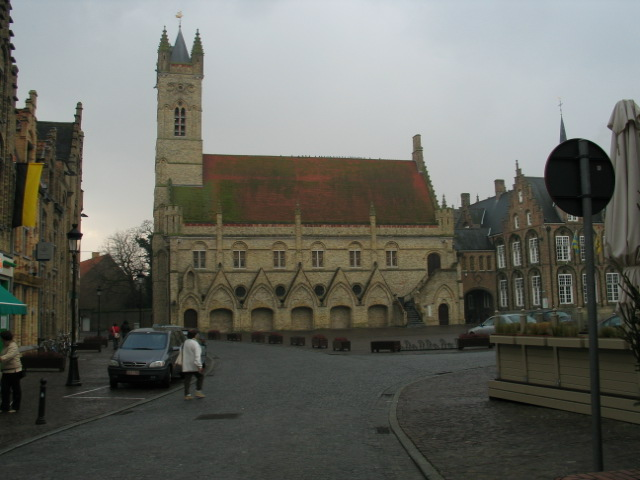
ニーウポールトの穀物ホール
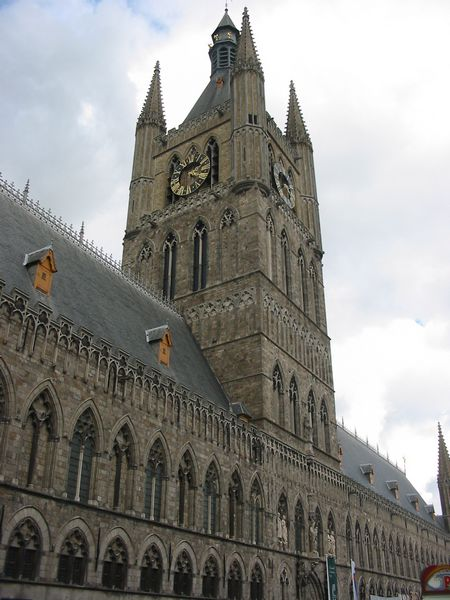
イーペルの繊維ホール

### オースト＝フランデレン州
| ID 943-001 | アールスト     | 助役邸と鐘楼                       |
| ID 943-005 | デンデルモンデ | 市庁舎                             |
| ID 943-007 | エークロー     | 市庁舎                             |
| ID 943-008 | ヘント         | ラーケンホール、鐘楼、 Mammelokker |
| ID 943-019 | アウデナールデ | 市庁舎                             |

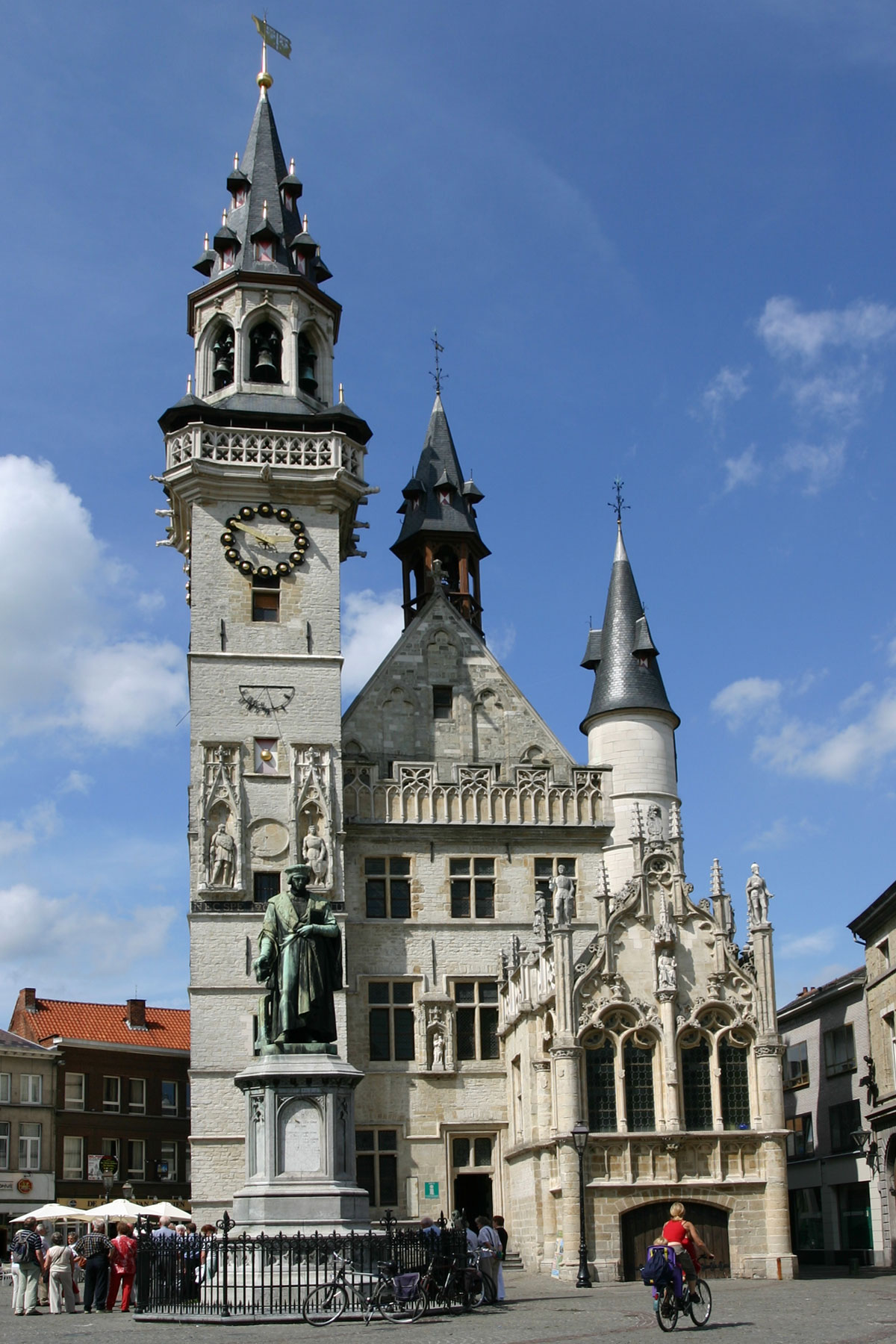
アールストの助役邸
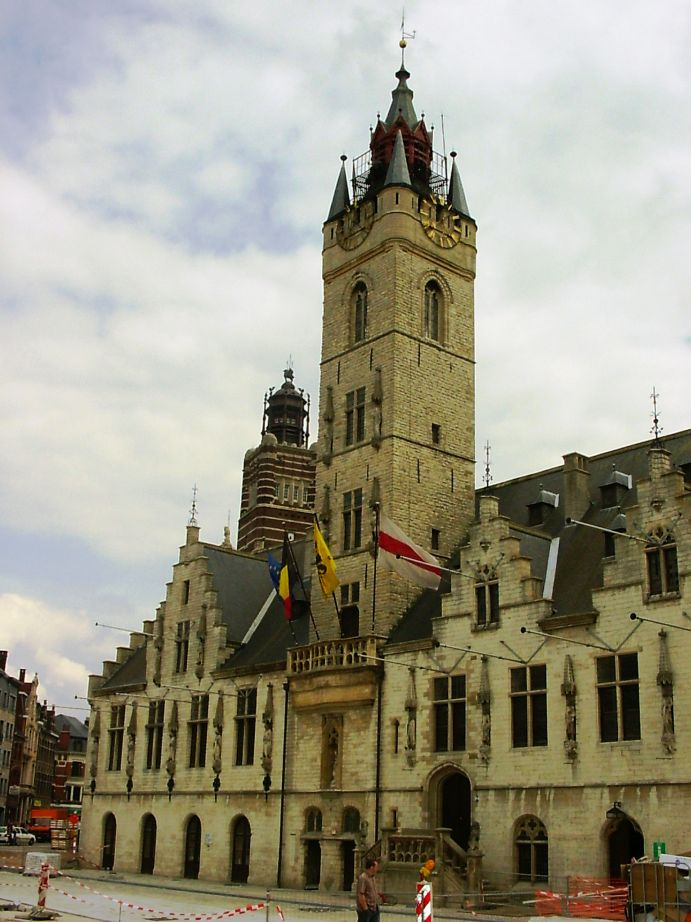
デンデルモンデの市庁舎
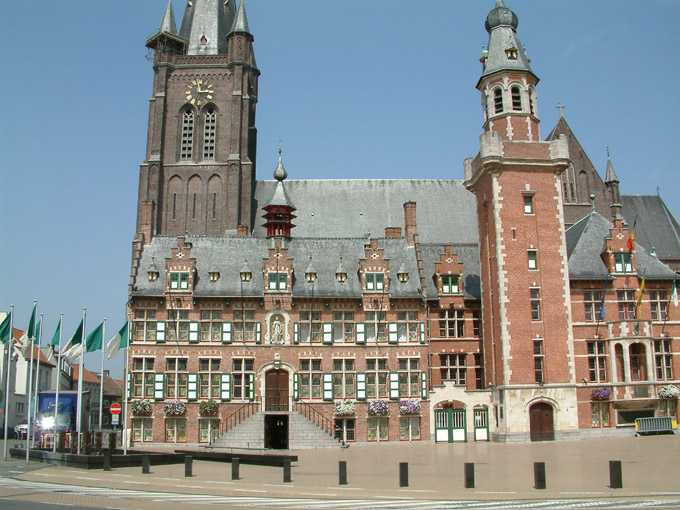
エークローの市庁舎
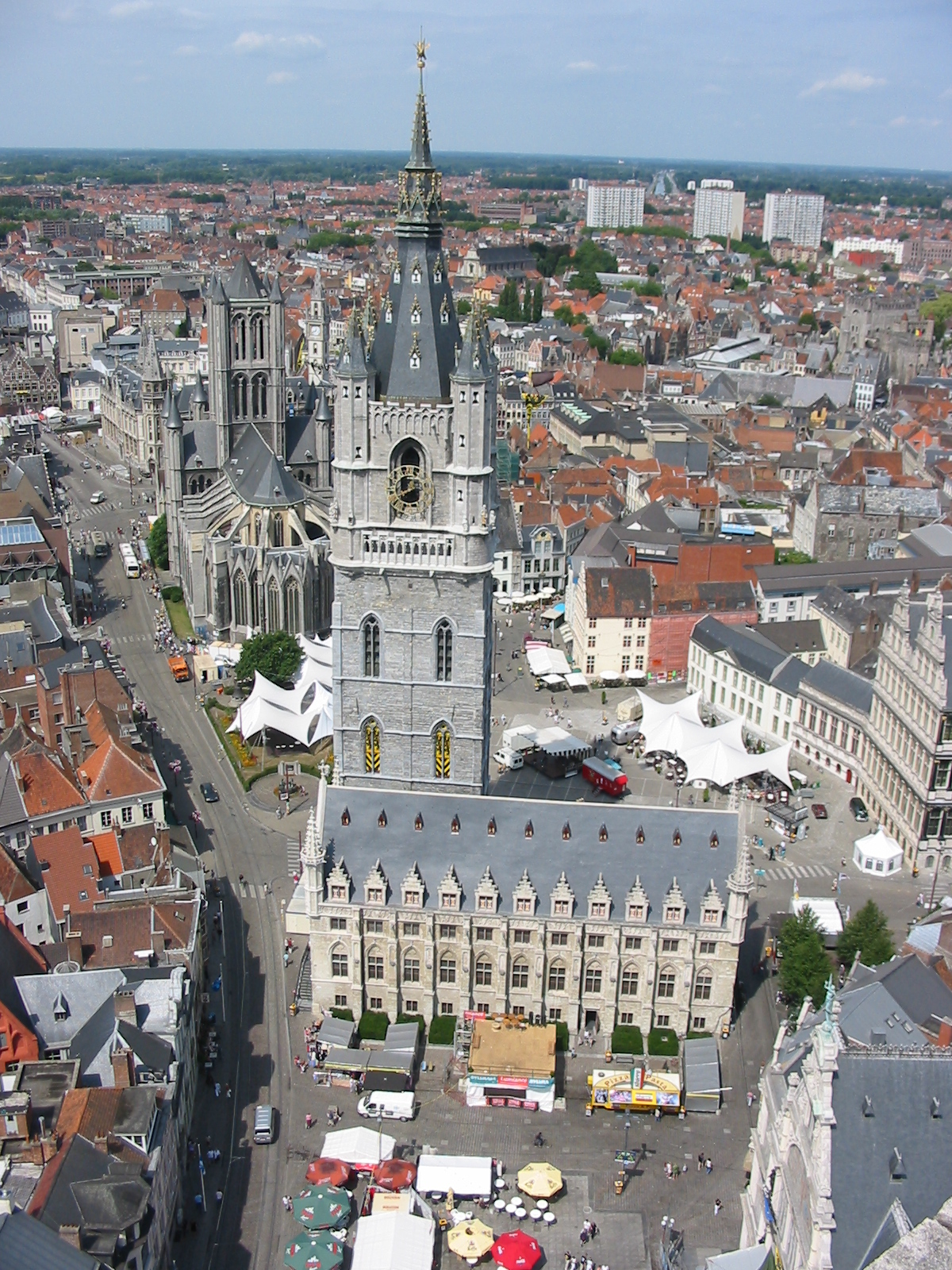
ヘントの鐘楼
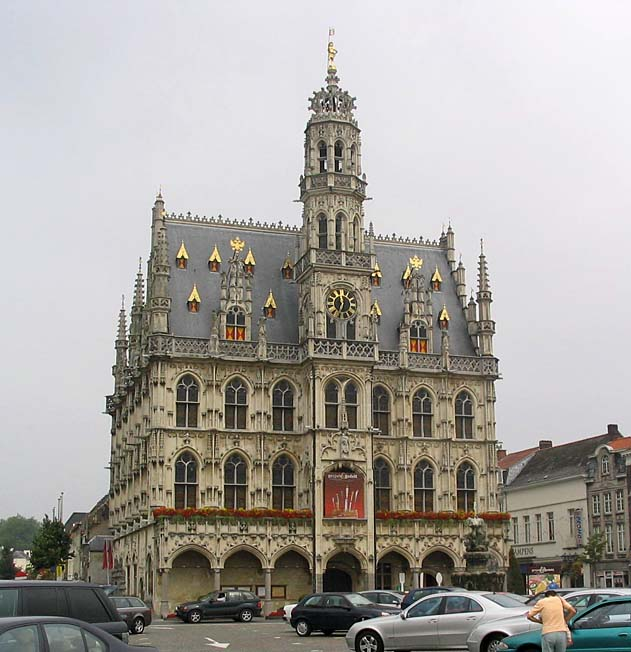
アウデナールデの市庁舎

### フラームス＝ブラバント州
| ID 943-012 | ルーヴェン   | 聖ペテロ教会と鐘楼   |
| ID 943-023 | ティーネン   | 聖ゲルマヌス教会     |
| ID 943-026 | ザウトレーウ | 聖レオナルドゥス教会 |

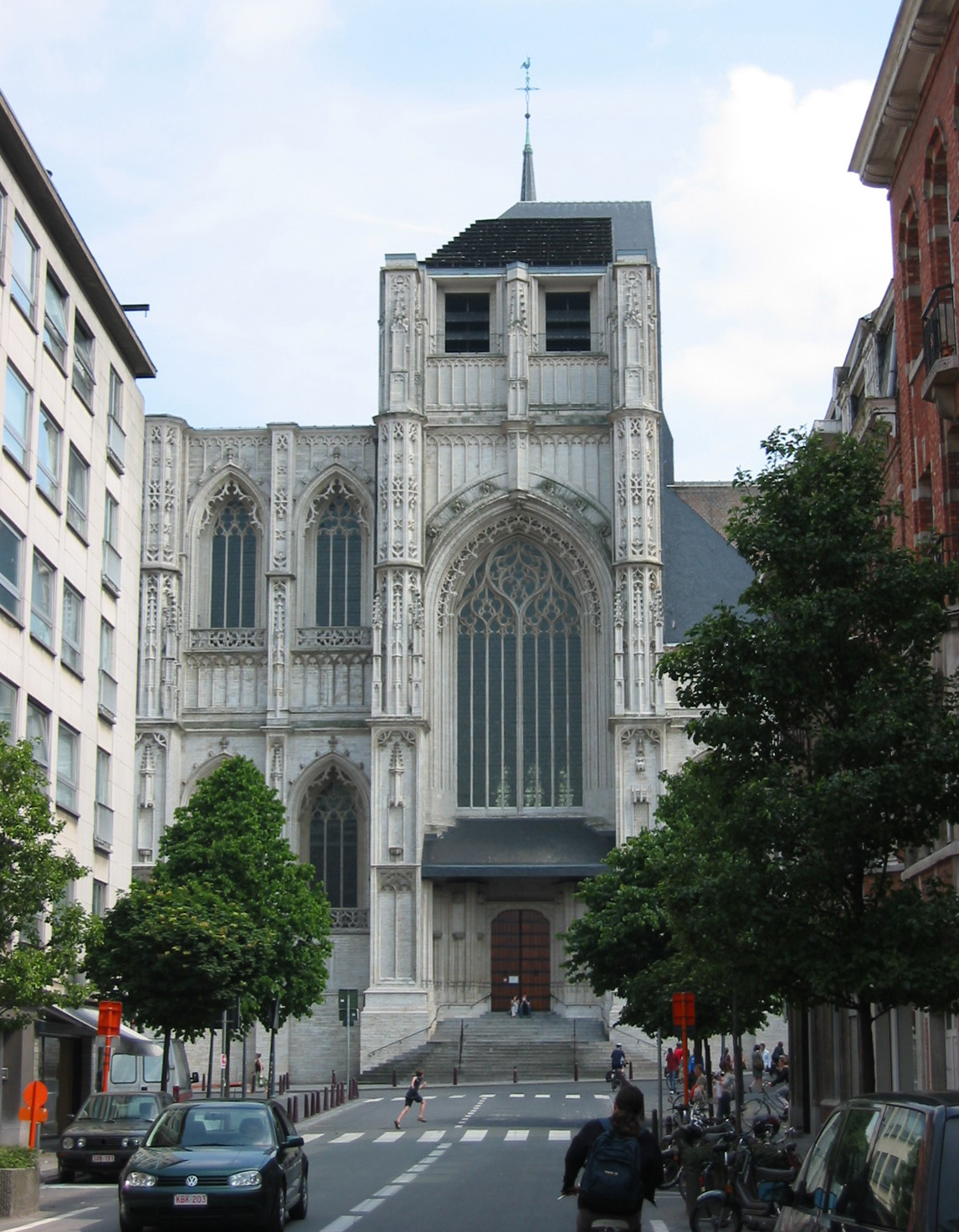
聖ペテロ教会
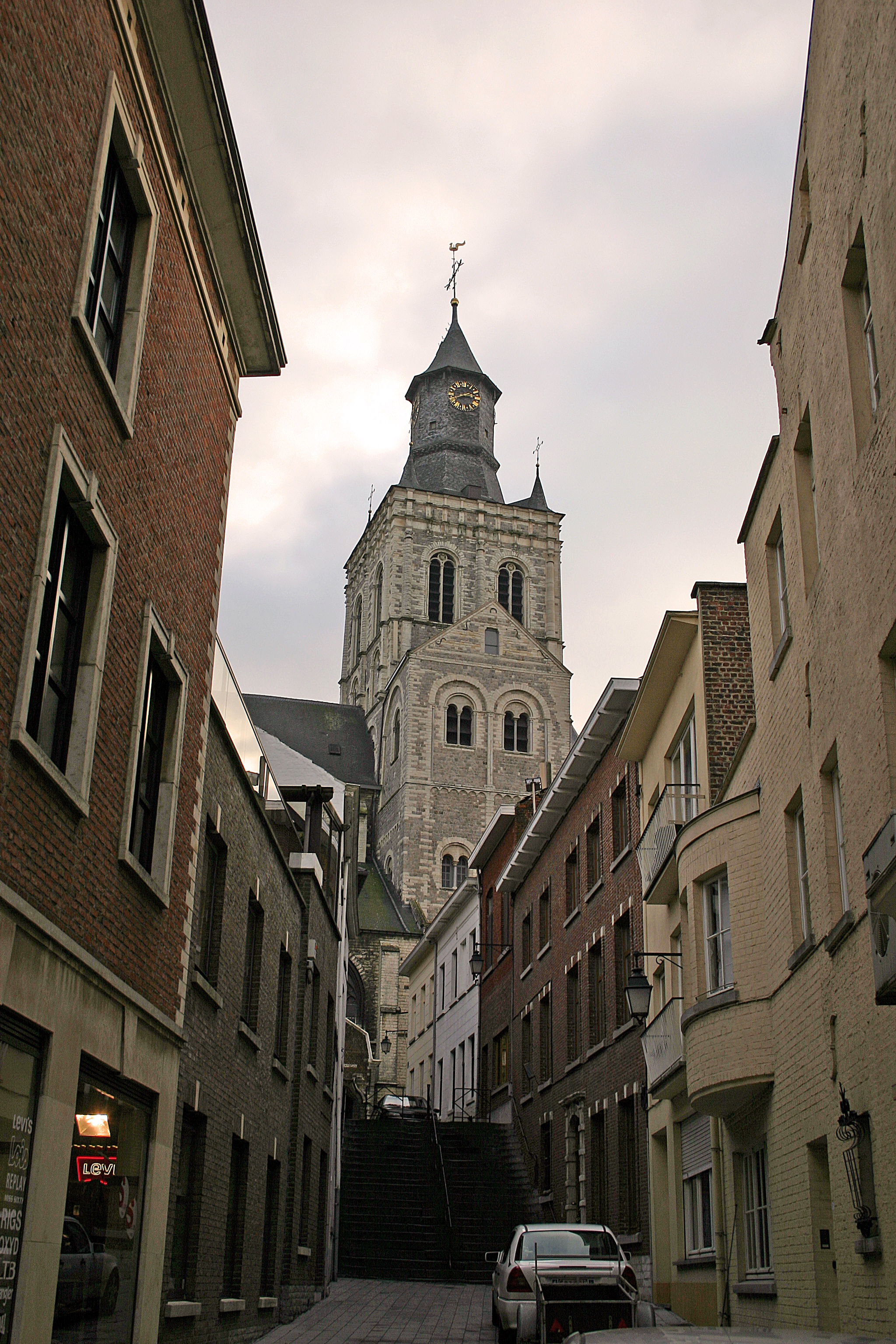
ティーネンの聖ゲルマヌス教会
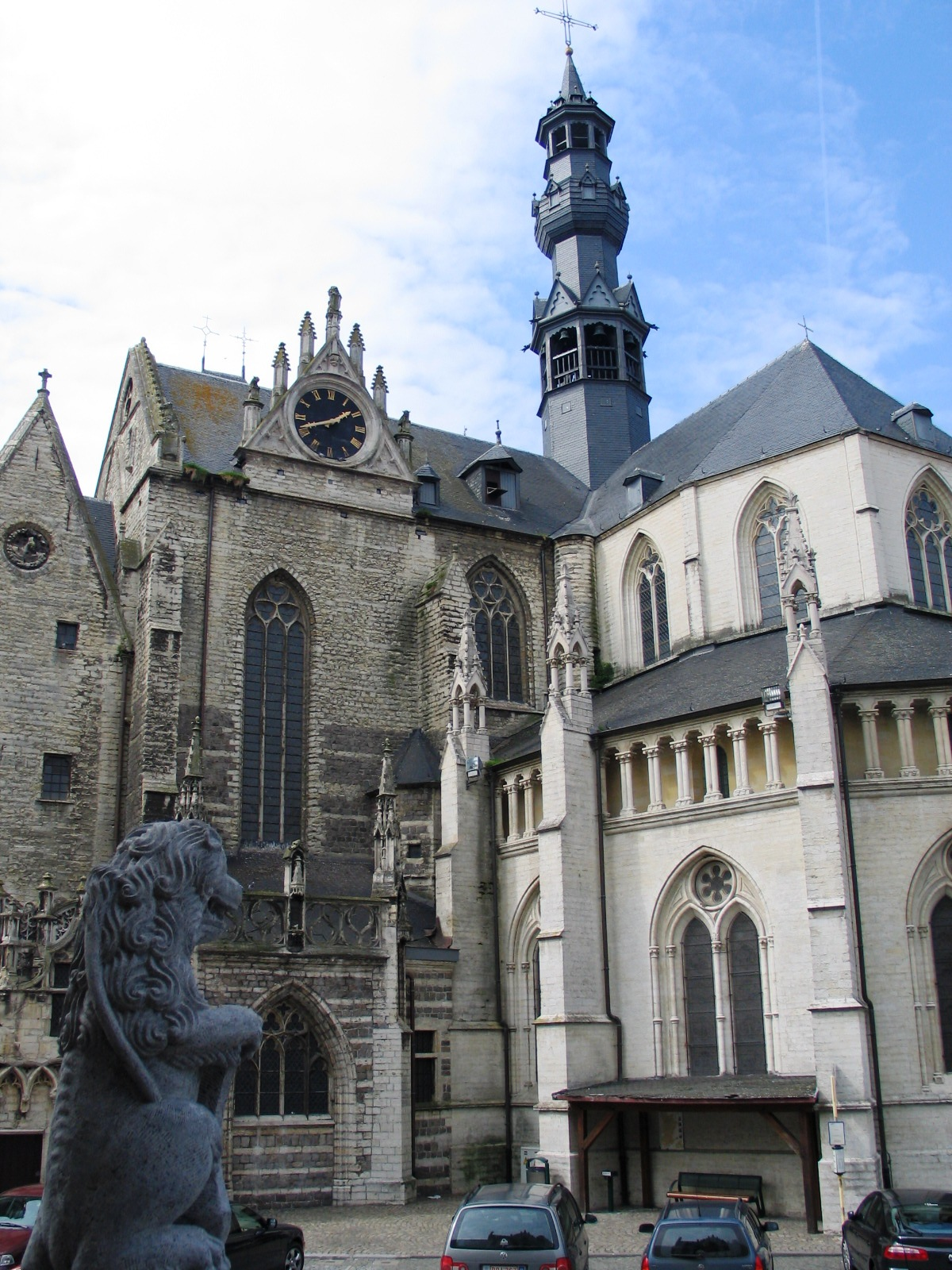
ザウトレーウの聖レオナルドゥス教会

### リンブルフ州
| ID 943-021 | シント＝トロイデン | 市庁舎     |
| ID 943-024 | トンゲレン         | 聖母大聖堂 |

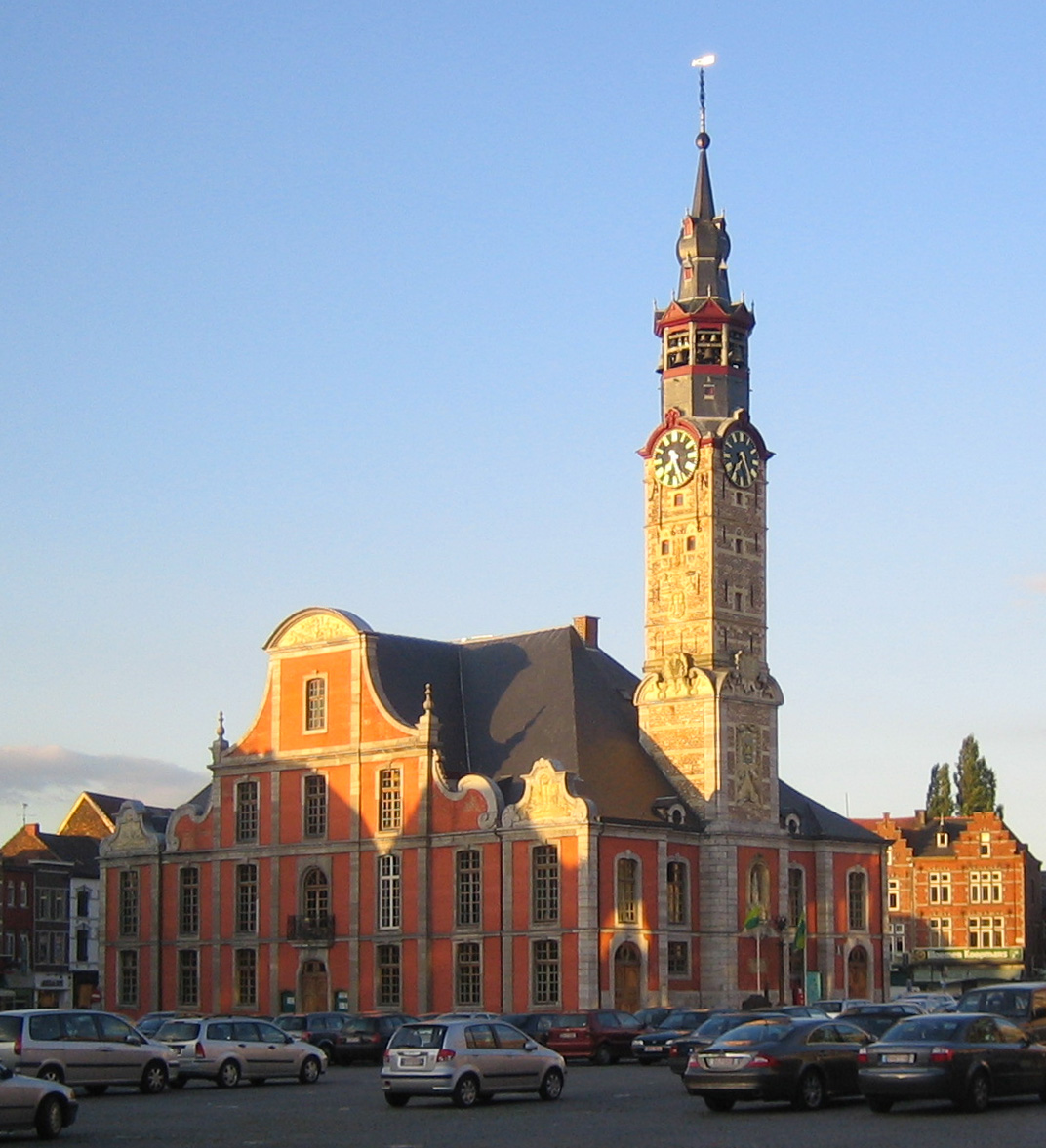
シント＝トロイデンの市庁舎
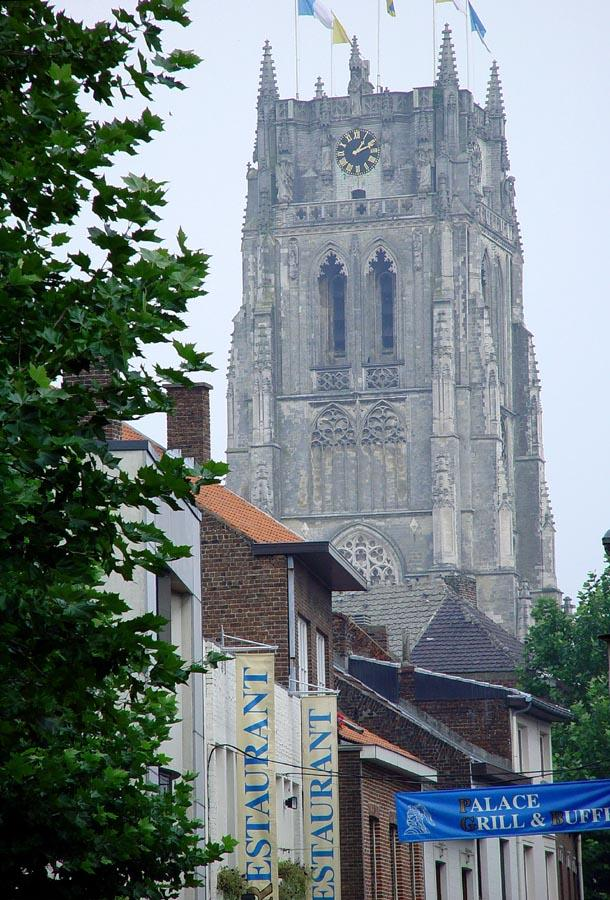
トンゲレンの聖母大聖堂

### エノー州
| ID 943-027 | バンシュ     | 市庁舎の鐘楼 |
| ID 943-028 | シャルルロワ | 市庁舎の鐘楼 |
| ID 943-029 | モンス       | 鐘楼         |
| ID 943-031 | チュアン     | 鐘楼         |
| ID 943-032 | トゥルネー   | 鐘楼         |

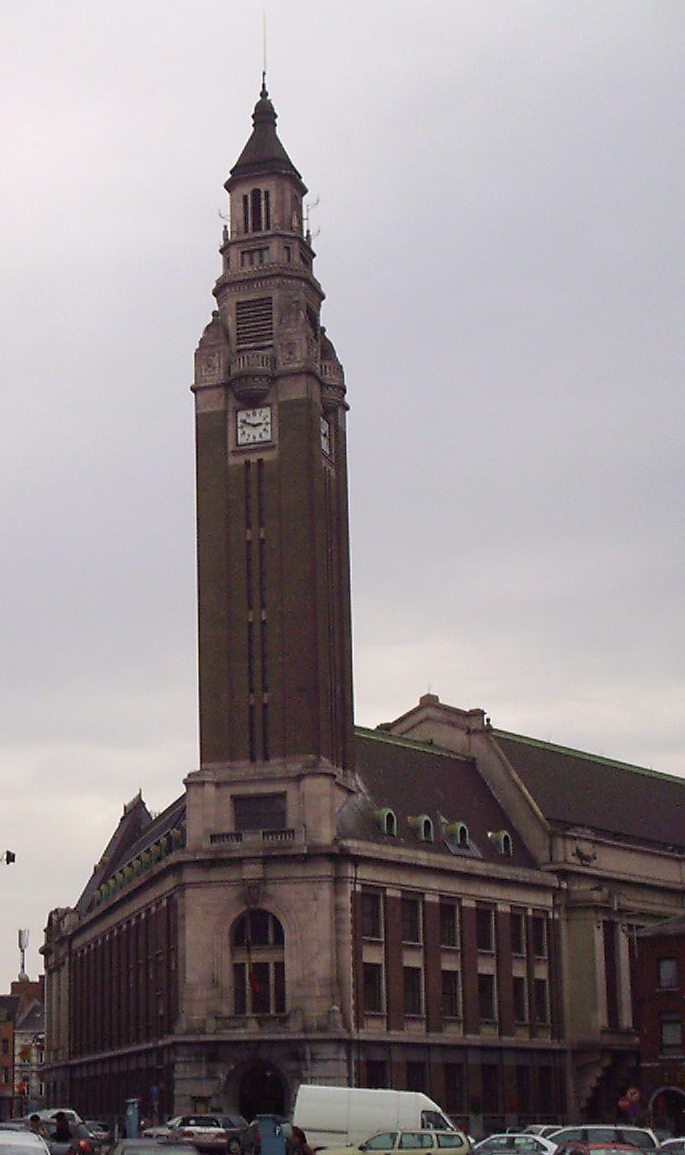
シャルルロワの市庁舎
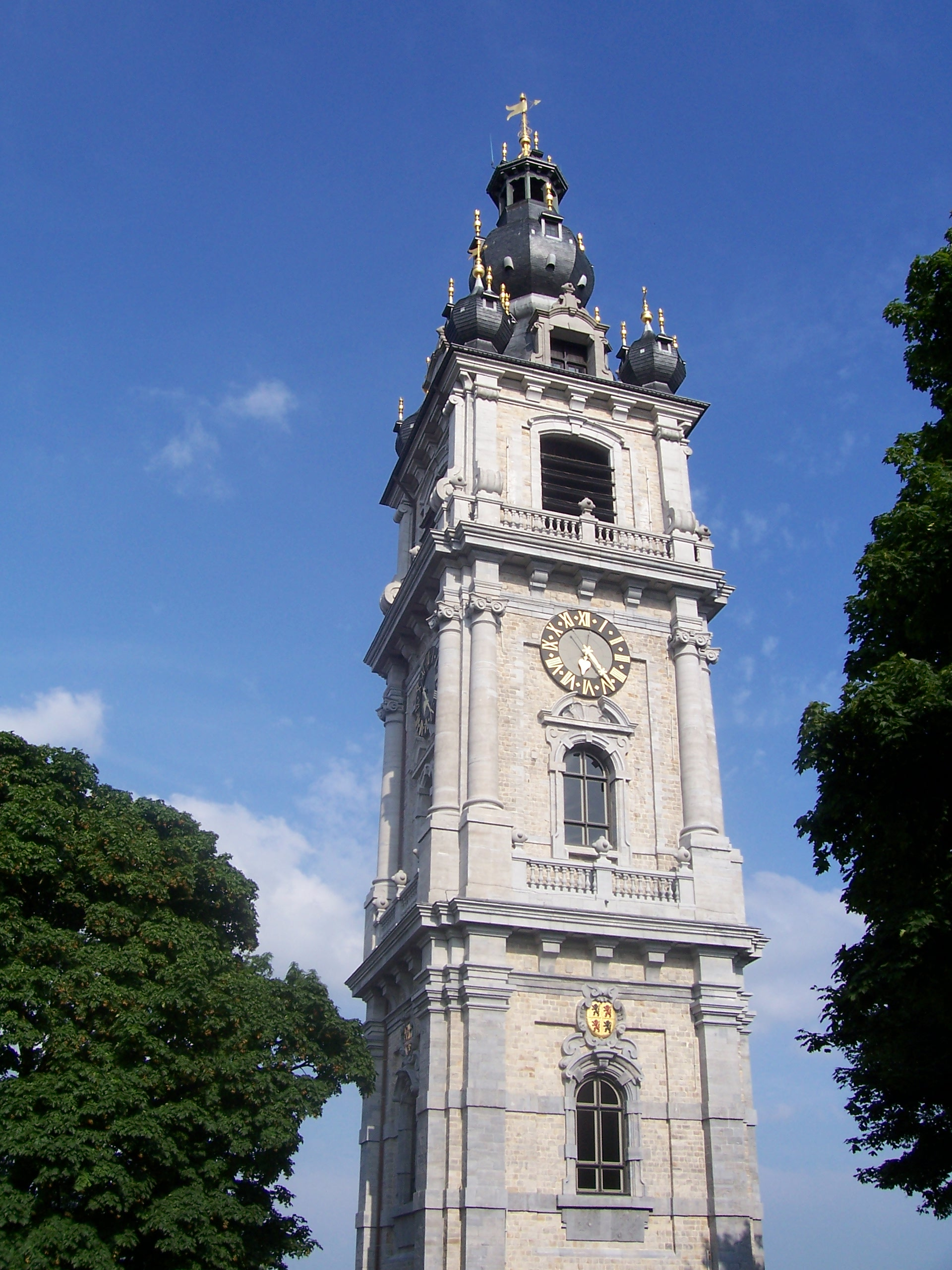
モンスの鐘楼

### ナミュール州
| ID 943-056 | ジャンブルー | 鐘楼 |
| ID 943-030 | ナミュール   | 鐘楼 |

## フランス

### ノール＝パ・ド・カレー地域圏

#### ノール県
| ID 943-033 | アルマンティエール | 市庁舎の鐘楼           |
| ID 943-034 | バイユール         | 市庁舎の鐘楼           |
| ID 943-035 | ベルグ             | 鐘楼                   |
| ID 943-036 | カンブレー         | 聖マルタン教会の鐘楼   |
| ID 943-037 | コミーヌ           | 市庁舎の鐘楼           |
| ID 943-038 | ドゥエー           | 市庁舎の鐘楼           |
| ID 943-040 | ダンケルク         | 市庁舎の鐘楼           |
| ID 943-039 | ダンケルク         | 聖エリギウス教会の鐘楼 |
| ID 943-041 | グラヴリーヌ       | 鐘楼                   |
| ID 943-042 | リール             | 市庁舎の鐘楼           |
| ID 943-043 | ロス               | 市庁舎の鐘楼           |

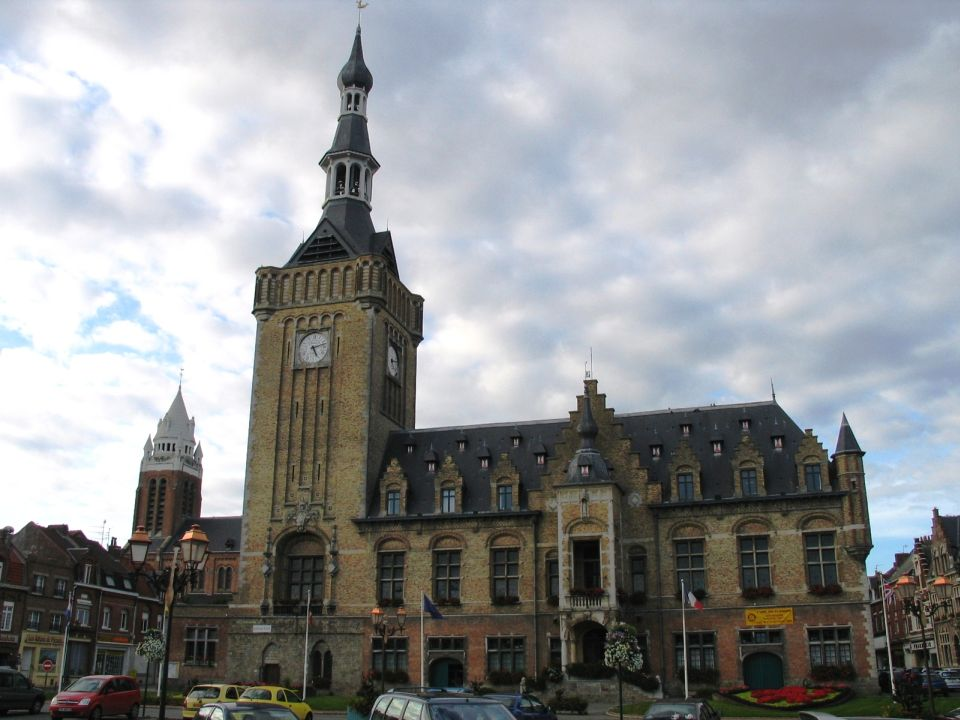
バイユールの市庁舎
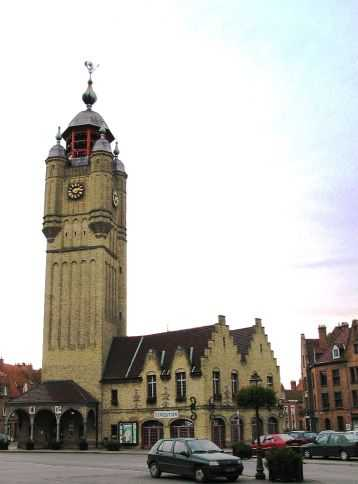
ベルグの鐘楼
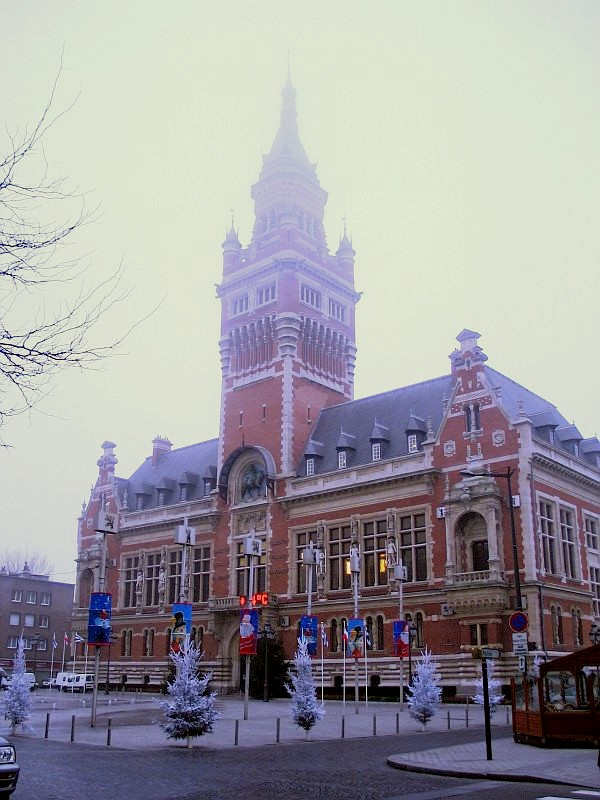
ダンケルクの市庁舎
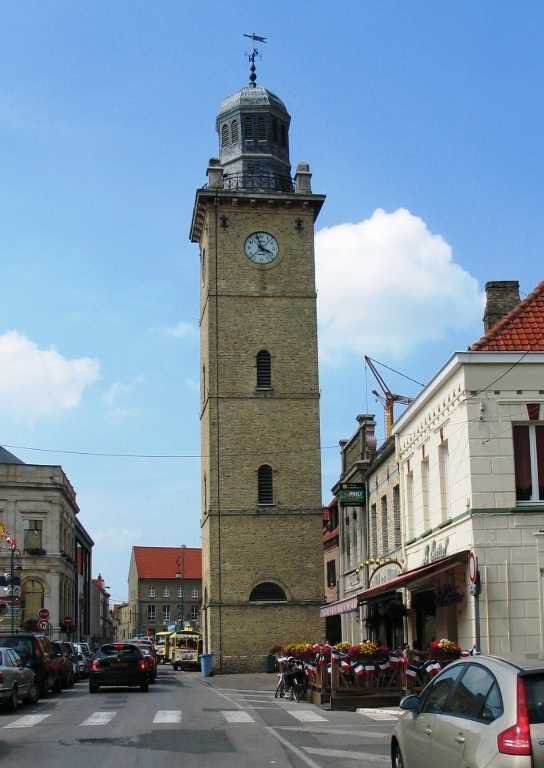
グラヴリーヌの鐘楼
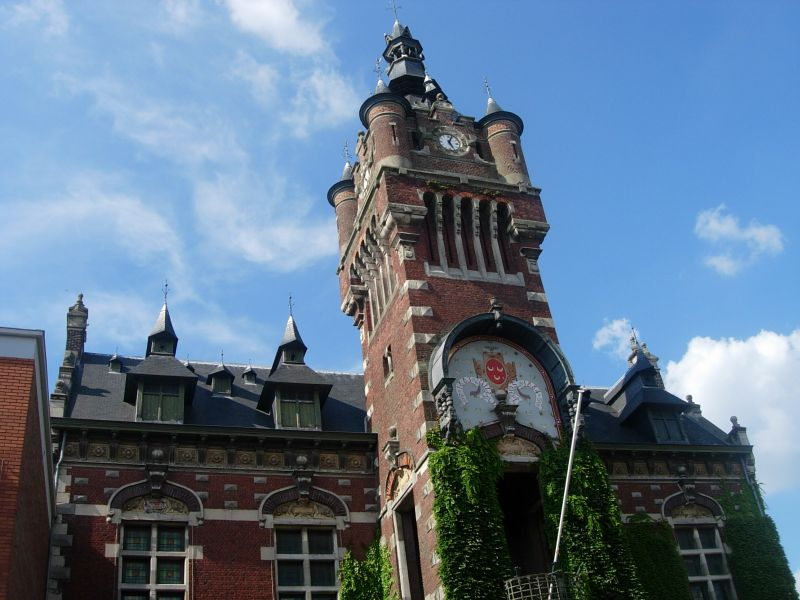
ロス市庁舎の鐘楼

#### パ＝ド＝カレー県
| ID 943-044 | エール＝シュル＝ラ＝リ     | 市庁舎の鐘楼 |
| ID 943-045 | アラス                     | 市庁舎の鐘楼 |
| ID 943-046 | ベテューヌ                 | 鐘楼         |
| ID 943-047 | ブローニュ＝シュル＝メール | 市庁舎の鐘楼 |
| ID 943-048 | カレー                     | 市庁舎の鐘楼 |
| ID 943-049 | エダン                     | 市庁舎の鐘楼 |

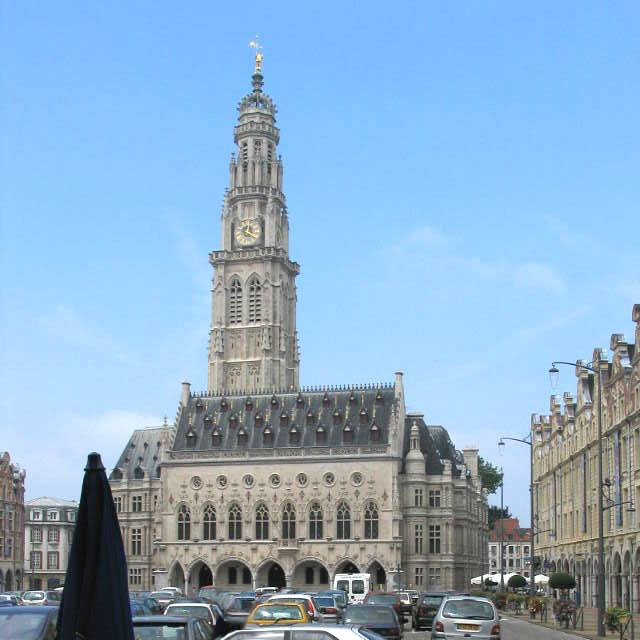
アラスの市庁舎
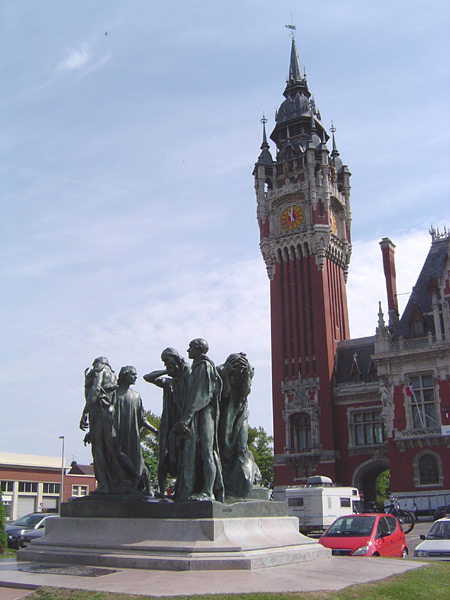
カレーの市庁舎

#### ソンム県
| ID 943-050 | アブヴィル   | 鐘楼                 |
| ID 943-051 | アミアン     | 鐘楼                 |
| ID 943-052 | ドゥラン     | 旧市庁舎の鐘楼       |
| ID 943-053 | リュシュー   | 現存する市門上の鐘楼 |
| ID 943-054 | リュー       | 鐘楼                 |
| ID 943-055 | サン＝リキエ | 鐘楼                 |

## 登録基準
この世界遺産は世界遺産登録基準のうち、以下の条件を満たし、登録された（以下の基準は世界遺産センター公表の登録基準からの翻訳、引用である）。
- (2) ある期間を通じてまたはある文化圏において、建築、技術、記念碑的芸術、都市計画、景観デザインの発展に関し、人類の価値の重要な交流を示すもの。
- (4) 人類の歴史上重要な時代を例証する建築様式、建築物群、技術の集積または景観の優れた例。